# عمارت سالار سعید

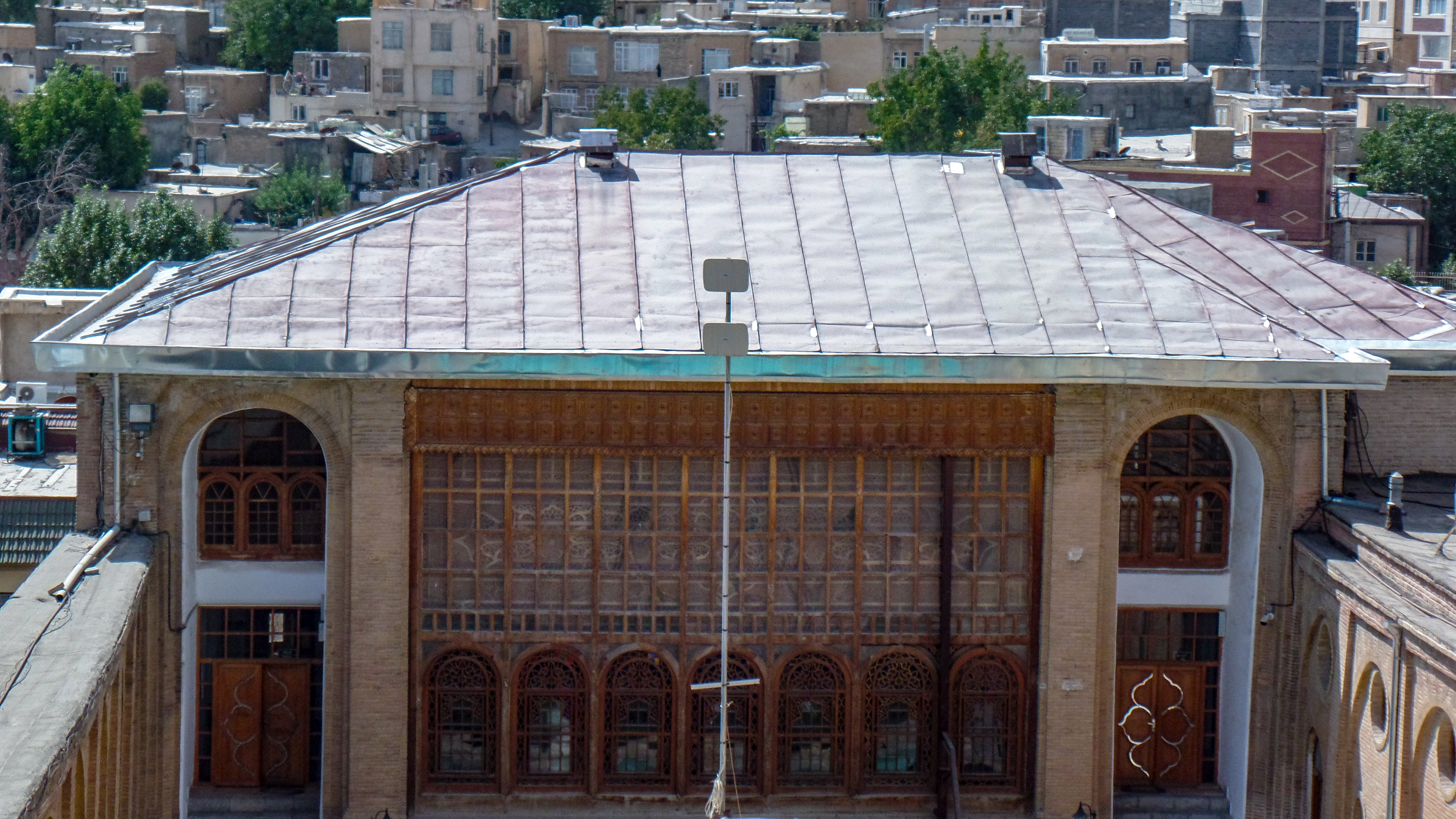
نمای بیرونی ساختمان موزه سنندج

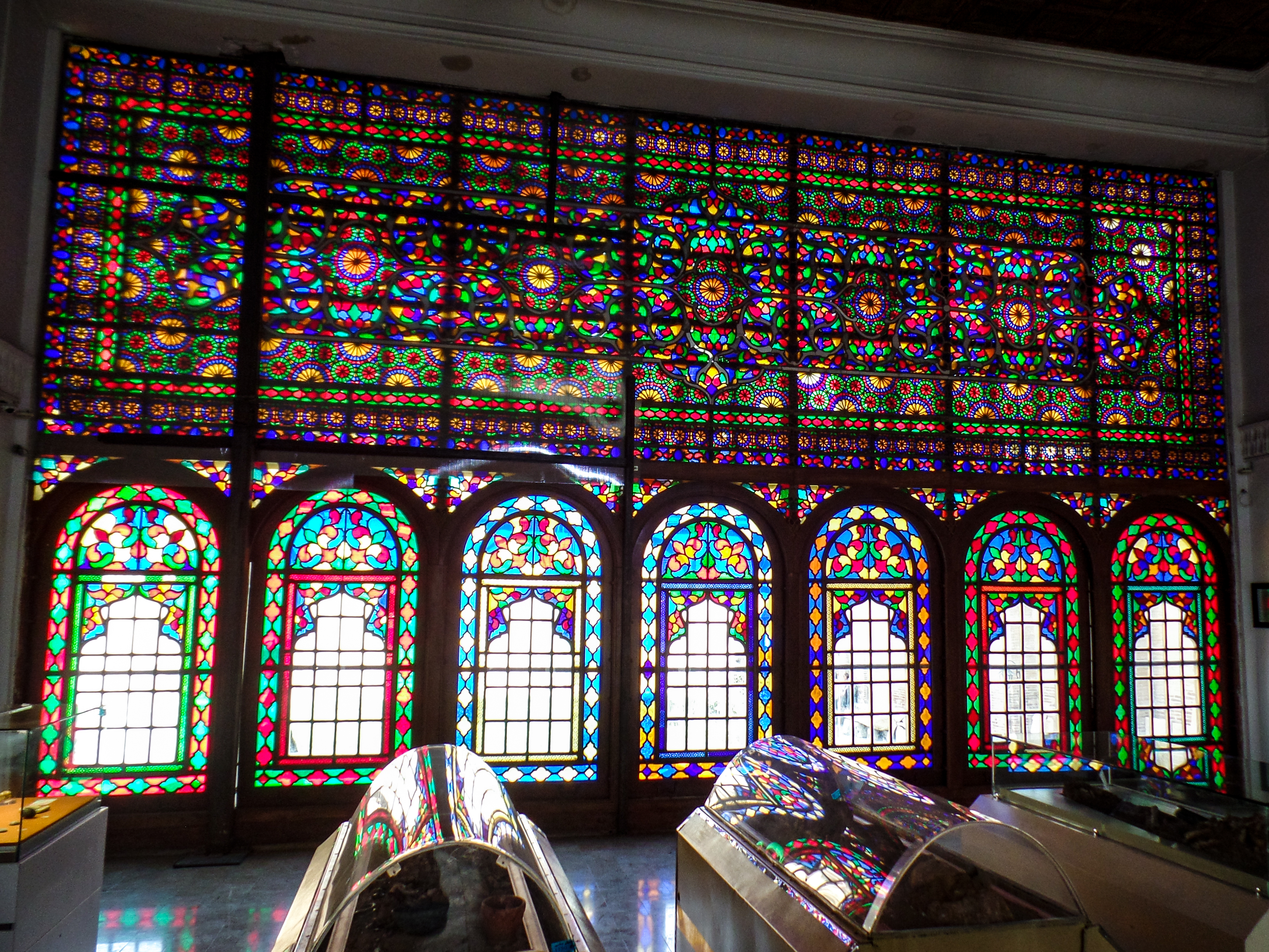
نمای داخلی ساختمان موزه سنندج

عمارت سالار سعید یا عمارت حبیبی ساختمانی تاریخی و محل موزه سنندج است که در شهر سنندج ایران واقع شده‌است.
این موزه در خیابان امام کوچه حبیبی و در بخش برونی عمارت ملا لطف الله شیخ الاسلام قرار دارد و در آن آثار و اشیاء تاریخی کشف شده از استان و سایر نقاط ایران به نمایش گذاشته شده‌است. اروسی موزه سنندج یکی از نمونه‌های اروسی‌سازی و کار استادکاران سنندجی می‌باشد.

## تاریخچه
این عمارت به سفارش«ملا لطف الله شیخ الاسلام» ساخته شده که پس از فوت آن توسط نوادگان او به دو بخش جداگانه تفکیک گردید و به فروش رسید.بخش اندرونی به تملک خانواده «حبیبی» و بخش بیرونی به تملک «عبدالحمید خان سنندجی(سالار سعید)» در آمد که از این رو امروز هر بخش از آن بنای یکپارچه با نام مالکان جدید شناخته می‌شود.
«سالار سعید» بخش بیرونی عمارت را در سال ۱۱۳۶ به اداره فرهنگ واگذار کرد و تا سال ۱۳۵۱ این بخش در اختیار اداره فرهنگ بود و برای مواردی چون دانشسرا، کتابخانه و خانه پیشاهنگان مورد استفاده قرار گرفت.
در همین سال از طرف وزارت فرهنگ و هنر وقت جهت تأسیس موزه تملک شد و پس از مرمت و آماده‌سازی در مهر ماه ۱۳۵۴ با نام «موزه سنندج» افتتاح گردید.
بخش اندرونی نیز تا سال ۱۳۷۱ در مالکیت خانواده «حبیبی» بود و در این سال به تملک میراث فرهنگی و گردشگری استان کردستان در آمد.

## طراحی عمارت
این ساختمان یکی از بناهای تاریخی استان کردستان است که تبدیل به موزه سنندج شده‌است. این عمارت در اواخر دوره ناصر الدین قاجار بنا شده‌است. روش و سبک ساخت آن تحت تأثیر معماری دوره قجر بوده‌است. زیرزمین این عمارت دارای حوضی می‌باشد و دارای سقفی گنبدی شکل است که به طرز زیبایی آزین شده‌است. این بنا از سنگ، آجر و چوب با پشت بام شیروانی ساخته شده‌است. زیباترین و جالبترین قسمت ساختمان، پنجره‌های ارسی بزرگ هال می‌باشند که هفت در دارند و به خودی خود یک شاهکار هنری می‌باشند.
(لطفاً در مورد عکس قدیمی موزه ومنبع آن توضیح دهید. میراث فرهنگی کردستان)

## موزه
موزه سنندج که در مرکز شهر سنندج در خیابان امام خمینی واقع شده از جمله این موزه هاست که در مجاورت آن بناهایی چون عمارت آصف وزیری، مسجد جامع و خانه مجتهدی قرار دارد.
این موزه از ابتدای تأسیس دارای ۲ بخش باستان‌شناسی و مردم‌شناسی بوده‌است. در بخش باستان‌شناسی آن اشیا دوره‌های مختلف از ماقبل تاریخ تا دوره قاجار نگهداری می‌شود که بخشی از این اشیا متعلق به استان کردستان و برخی متعلق به استان‌های همجوار و برخی دیگر متعلق به استان‌های دیگر یا مکشوفه از قاچاقچیان است.
بخش مردم‌شناسی موزه در قبل از انقلاب به صورت نمایشگاه موقت اداره می‌شد و هر چند مدت یک بار اشیای یکی از استان‌های کشور را در این بخش به نمایش می‌گذاشتند، لیکن پس از انقلاب این بخش صرفاً به نمایش آثار مردم‌شناسی کردستان اختصاص داده شد و با تأسیس خانه کرد در سال ۱۳۸۲ اشیای مردم‌شناسی موزه به عمارت آصف وزیری (خانه کرد) منتقل شد و تمام فضای موزه به نمایش اشیای باستان‌شناسی و تاریخی اختصاص یافت.

قبرهای تاریخی در داخل موزه

### بخش پیش از تاریخ

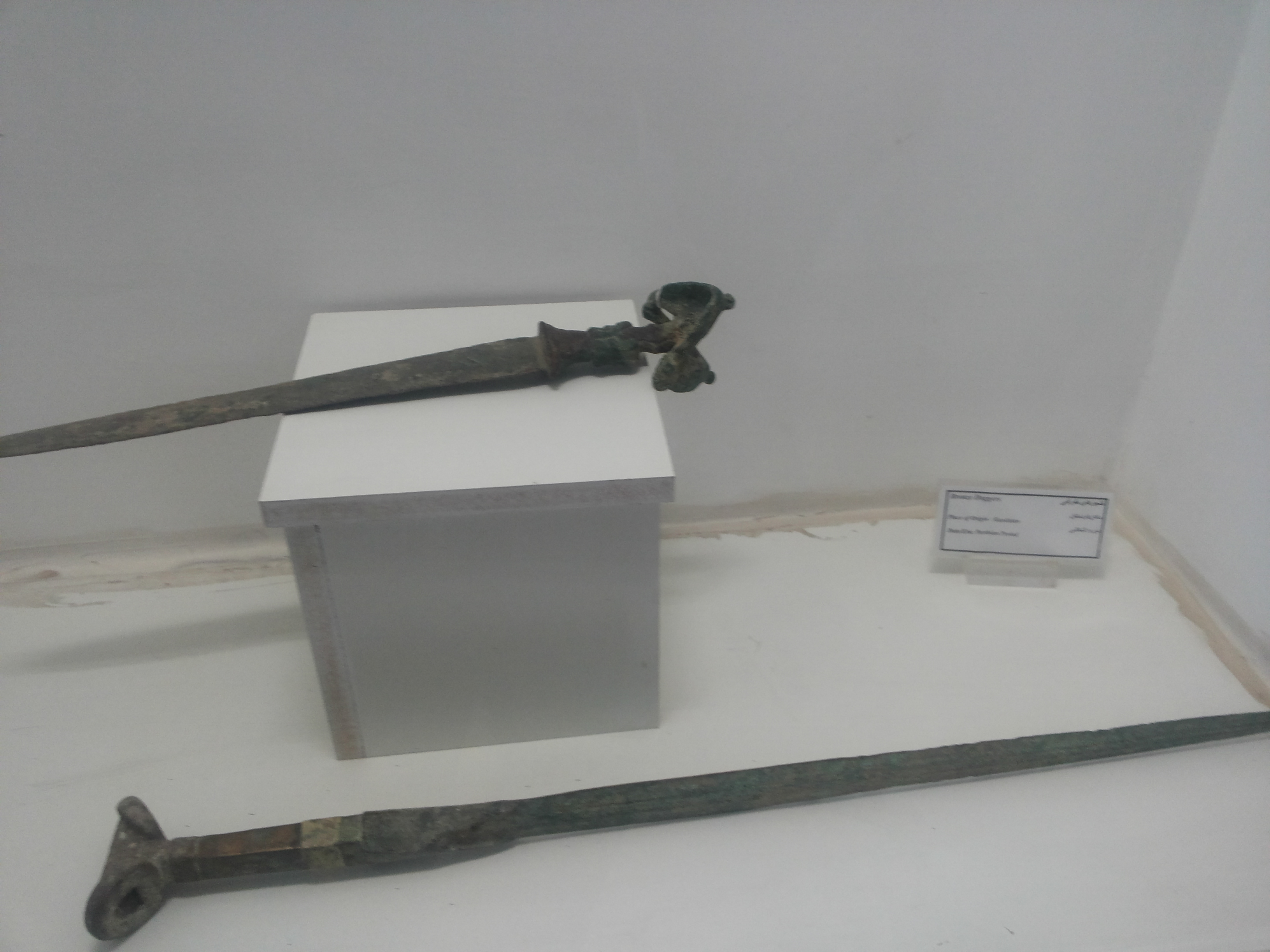
شمشیرهای برنزی از عصر برنز

این بخش در راهرو ورودی و یکی از اتاق‌های جنب سالن اصلی قرار گرفته‌است. در بخش پیش از تاریخ یک مجموعه ظروف سفالی نگهداری می‌شوند که مکشوفه از مناطق کردستان و بخصوص شهرستان بانه هستند. تعدادی از ظروف نیز مربوط به کنگاور هستند. در میان اشیا این بخش پیه سوزهای مکشوفه از بانه بسیار قابل توجه هستند.

### بخش عص‍ر ت‍‍اریخ

ظرف سفلی کشف شده در بخش تاریخ موزه.

اشیا دوران تاریخی عمده‌ترین اشیا موزه را تشکیل می‌دهند. سالن اصلی یکی از اتاق‌های جنب سالن و راهرو خروجی به نمایش این اشیا اختصاص یافته‌است. مهم‌ترین آن‌ها اشیا مکشوفه از تپه زیویه یعنی مهم‌ترین تپه تاریخی استان کردستان است. اشیا تپه زیویه عبارتند از، اشیا طلایی: شامل چند قطعه زیورآلات زنانه، اشیا سفالی، انواع ظروف سفالی به رنگ‌های خاکستری، قرمز و نخودی(که زیباترین آن‌ها تنگ کوچک لعابدار منقوشی است که لعاب آن فیروزه‌ای و سفید و زرد بوده و نقش گل‌های آن به شکل گلچه است) اشیا مفرغی شامل ظروف، انواع تبر، سنجاق‌های تدفینی، سوزن‌های دوخت و حلقه‌ها، اشیایی از جنس استخوان و عاج، شامل قطعات تصاویری از شکار و نبرد نقش‌های اسطوره‌ای، گل‌های رزت، نقوش هندسی و سرپیکان و اشیا سنگی: شامل سردوک‌ها، حلقه‌ها و مهره‌ها.
علاوه بر اشیا زیویه مجموعه‌ای از اشیای فلزی و سفالی دیگر شامل انواع سرنیزه، خنجر، حلقه‌های گوناگون، مجسمه‌های کوچک و ظروف سفالی با اشکال مختلف و بعضاً با نقوش کنده یا ترسیم شده به رنگ‌های قرمز، خاکستری، نخودی و همچنین ظروف شیشه‌ای شامل انواع پیاله و عطردان در این بخش وجود دارد که با توجه به توفیقی بودن آنها، محل دقیق کشف شان معلوم نیست، قسمت دیگری از اشیای بخش دوران تاریخی، خمره‌های سفالی هستند که اصطلاحاً به خمره‌های تدفینی مشهورند. این خمره‌ها به علت حجم بزرگشان در فضای باز موزه نگهداری می‌شوند و تعدادی از آن‌ها که کوچک‌تر هستند در فضای داخلی موزه قرار داده شده‌اند. آخرین اشیای این بخش اشیایی هستند که از حفاری‌های غار کرفتو به دست آمده‌اند و بعضاً قابل مقایسه با اشیای زیویه هستند.

### بخش دوران اسلام‍‍ی
اشیای این بخش به ۲ قسمت سفالی و فلزی تقسیم شده‌اند. در سالن سفال اشیای زیبایی از هنر سفالگری هنرمندان دوره اسلامی نگهداری می‌شود این اشیا که عبارتند از تنگ، کاسه، قدح، بشقاب و مجسمه و ریتون که به طرز استادانه‌ای ساخته شده و با لعاب و نقوش و خطوط تزئین یافته‌اند بخش بسیار کمی از این اشیا متعلق به کردستان است و بیشتر آن‌ها مربوط به نقاط دیگر کشور و مخصوصاً ری، کاشان و نیشابور هستند. در قسمت اشیای فلزی انواع کاسه و بادیه تنگ، سینی، سنگابه، دیگچه و انواع پیه سوز نگهداری می‌شود.

### بخش نمایش موقت
این بخش در حقیقت زیرزمین ساختمان یا همان حوض خانه‌است و اکنون به نمایش هنری خارجی اختصاص یافته و از اشیای مهم این بخش می‌توان به مجسمه‌های برنزی و ظروف شیشه‌ای اشاره کرد. اشیای این بخش برحسب برنامه‌های موزه تعویض می‌شوند. 
علاوه بر بخش‌های عنوان شده و اشیای آن، تعدادی سنگ نوشته که عبارتند از کتیبه‌ها و سنگ قبرها در فضای باز نگهداری می‌شوند.

## نگارخانه

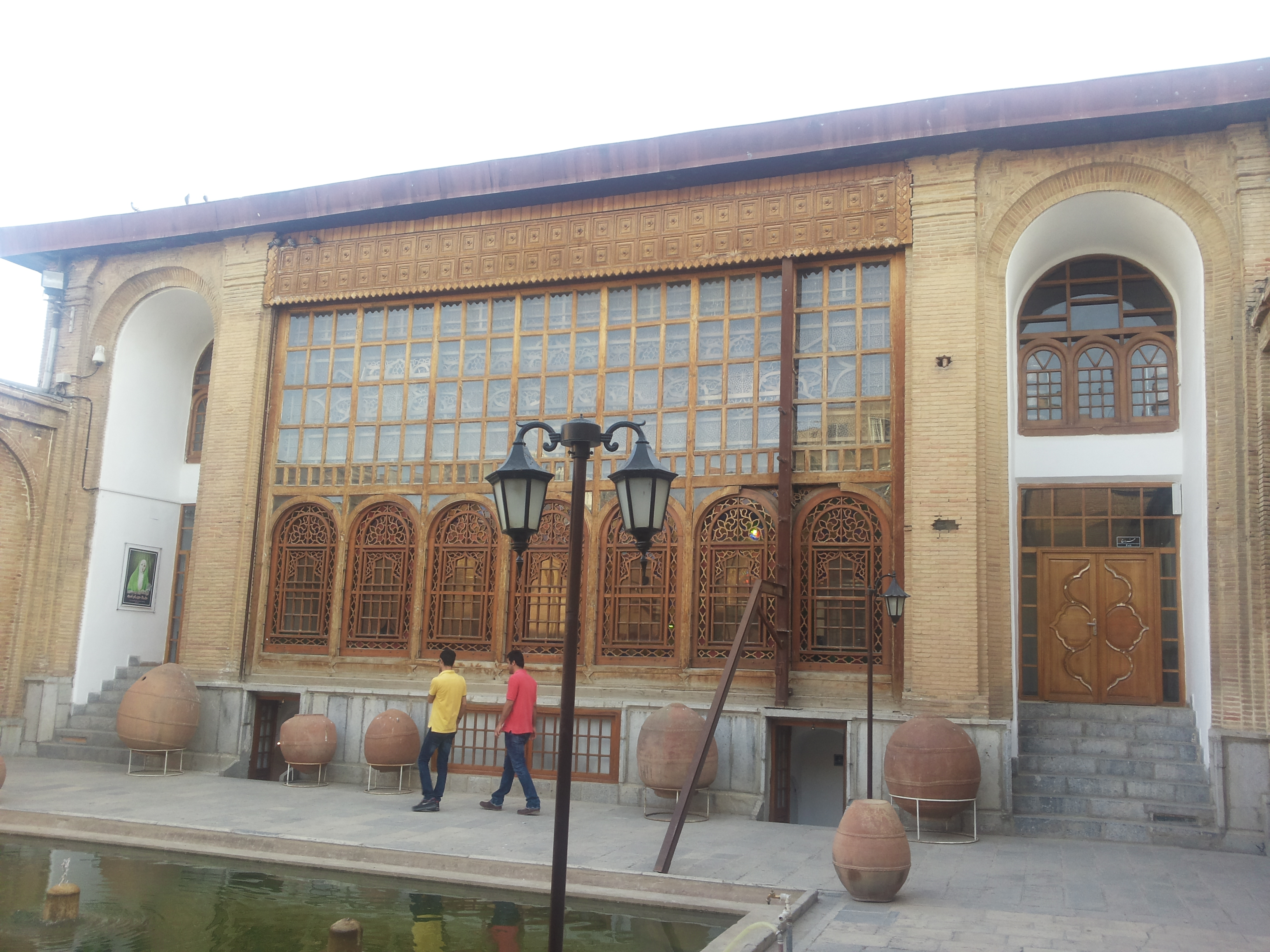
موزه سنندج (عمارت سالار سعید)، نمای بیرونی
درب ورودی موزه
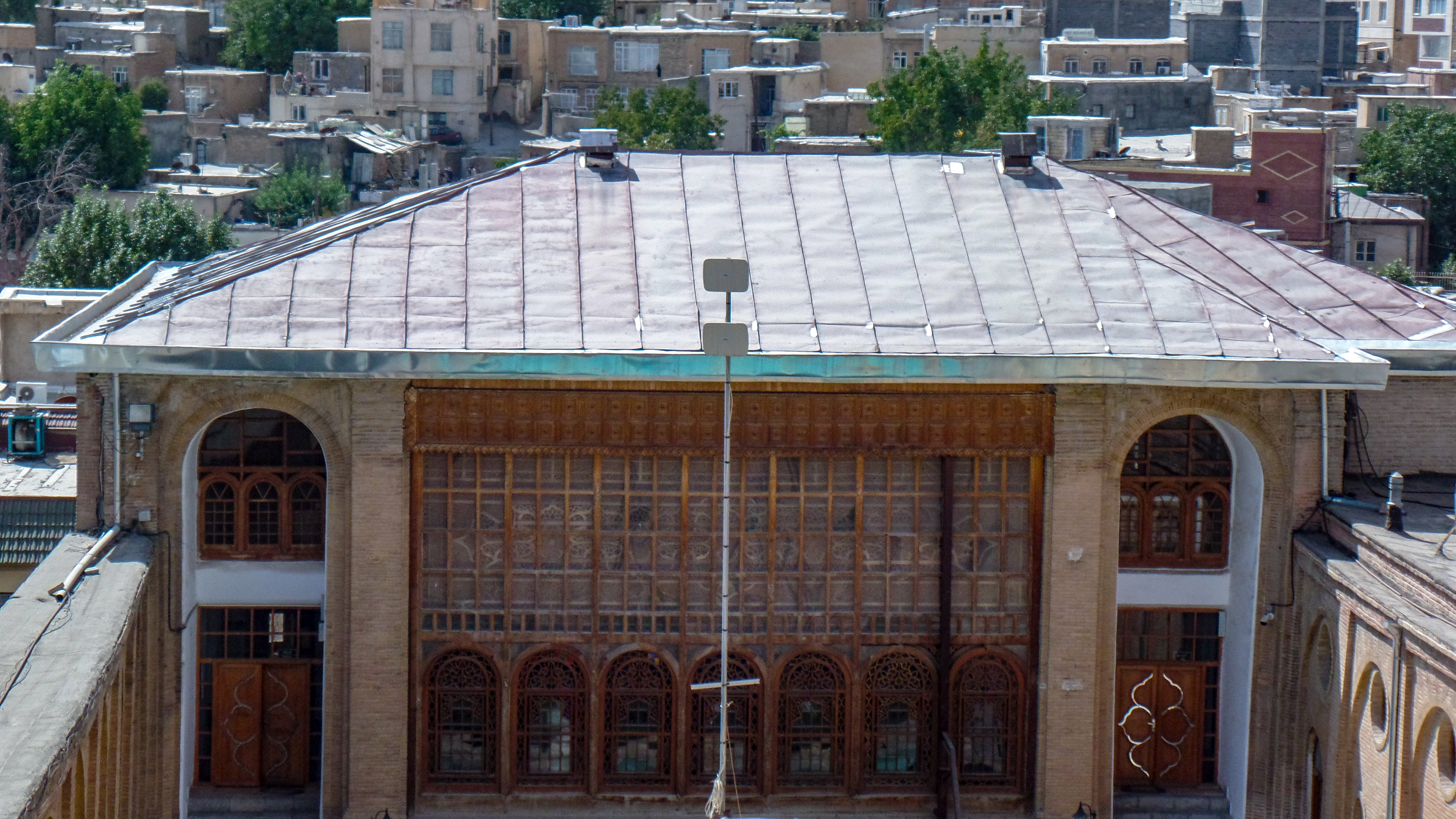
نمای بیرونی ساختمان موزه سنندج